# Khadga Prasad Oli
Khadga Prasad Sharma Oli (nepali: खड्गप्रसाद शर्मा ओली), även känd som KP Sharma Oli, född 22 februari 1952, är en nepalesisk politiker som är ordförande av Nepals kommunistiska parti samt Nepals premiärminister sedan 15 februari 2018. Innan sin nuvarande ämbetsperiod var Oli även premiärminister från 11 oktober 2015 till 3 augusti 2016 då han var landets första som valdes under nya konstitutionen.